# Trencadís
| Trencadís |
| --- |
| Drake från Parc Güell, utförd i trencadís. - Betydelse – oregelbunden mosaik inom/inspirerad av Modernisme - Bakgrund – sent 1800-tal - Exempel – Parc Güell, Sagrada Família - Etymologi – katalanska trencadís ('bräcklig', 'skärva') |

Trencadís (katalanska för 'bräcklig' eller 'skärva') är en sorts mosaik, lagd med oregelbundet uppbrutna bitar av keramik, marmor eller glas, ofta arrangerade i abstrakta mönster, och ibland i organiska tredimensionella former. Trencadís är typisk för den modernistiska katalanska arkitekturen, där den började förekomma i slutet av 1800-talet. Framträdande arkitektoniska verk där trencadís förekommer från denna period är bland annat Parc Güell och Sagrada Família. Ett annat namn för denna teknik är pique-assiette, efter franskans ord för 'naggad tallrik'.
Den katalanska trencadís-stilen är inspirerad av neomudéjar, som i sin tur var en renässansstil inspirerad av morisk arkitektur. Trencadís har också likheter med mosaiktekniken Opus tessellatum som användes i antikens Rom.

## Historik
Den katalanska trencadís-stilen är inspirerad av neomudéjar, som i sin tur var en renässansstil inspirerad av morisk arkitektur. Trencadís har också likheter med mosaiktekniken Opus tessellatum som användes i antikens Rom.
Keramikplattor användes flitigt inom den katalanska modernistiska arkitekturen, men det var Antoni Gaudí som började använda uppbrutna oregelbundna bitar. Arkitekten Josep Maria Jujol tog sig sedan an den nya tekniken och gav den sin egen tolkning.
Inom trencadís använde man sig av utrensade plattor från keramikfabriken Pujol i Bausis i Esplugues de Llobregat, liksom även vitt porslin från tallrikar och kaffekoppar från andra spanska fabriker. Dessutom kom plattor av typen romersk mosaik till användning, liksom bitar av glas, marmor och sten.
Kakelplattor i starka färger blev vanligt förekommande inom trencadís, både för färgernas skull och för den högblanka ytan. Dessutom bidrog detta till den tredimensionella karaktären på fasadarbeten och utsmyckningar inom modernisme-arkitekturen.
Gaudí använde trencadís-tekniken första gången vid bygget av Casa Vicens (1883–1885) och för entrén till Güellpaviljongerna (1884–1887) på Avinguda de Pedralbes i Barcelona.
En särskild effekt nås när man använder sig av oregelbundna keramikbitar som redan har ett mönster eller motiv.

## Bildgalleri

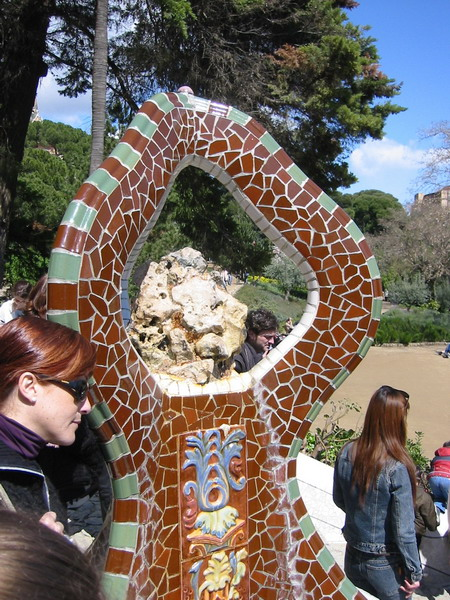
En figur i Parc Güell.
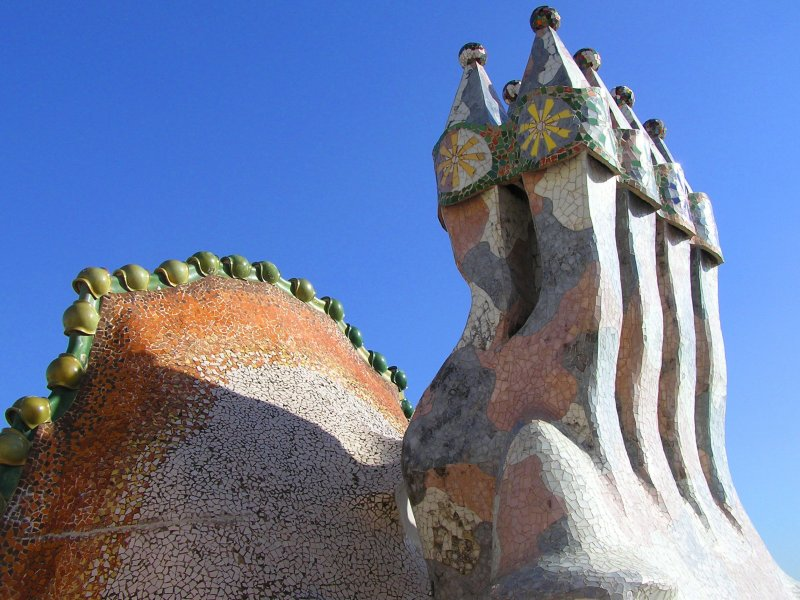
Taket på Casa Batlló.
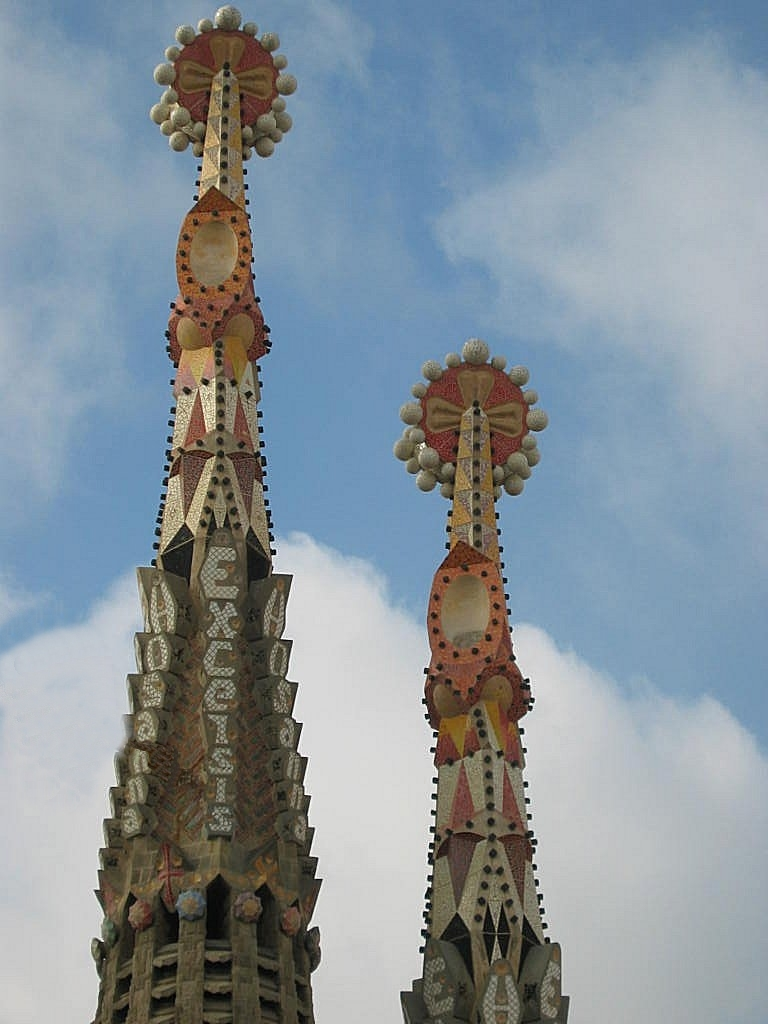
Detalj av Sagrada Familia.
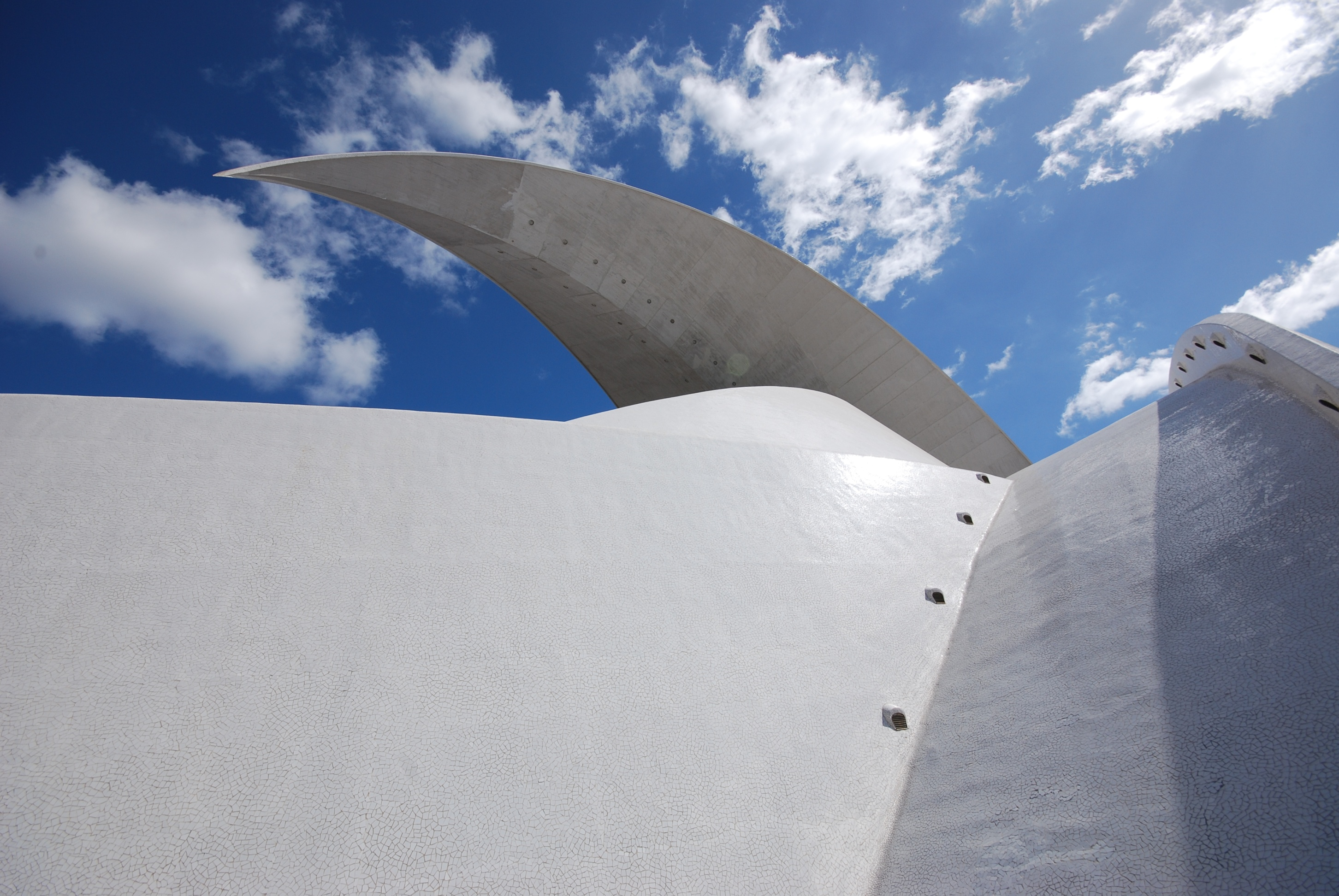
Auditorio de Tenerife.